# Divizia B 1964–1965
Divizia B 1964–1965 a fost al 25-lea sezon al celui de-al doilea nivel al sistemului de ligi ale fotbalului românesc.

## Formatul
Formatul a constat din două serii, fiecare dintre ele având 14 echipe. La sfârșitul sezonului, câștigătorii seriei au promovat în Divizia A, iar ultimele două locuri din fiecare serie au retrogradat în Divizia C.

## Schimbări de echipă
| Promovat din Divizia C 1963-1964 - CFR Roșiori - Laminorul Brăila - Recolta Carei - Vagonul Arad Retrogradat din Divizia A 1963-1964 - Știința Timișoara - Siderurgistul Galați | Retrogradat în Divizia C - Ceahlăul Piatra Neamț - Arieșul Turda - Foresta Fălticeni - Flamura Roșie Oradea Promovat în Divizia A - Știința Craiova - F.C. Baia Mare |

### Echipe redenumite
ASMD Satu Mare a fost redenumită Sătmăreana Satu Mare.
CSM Cluj a fost redenumit Clujeana Cluj.
Laminorul Brăila a fost redenumit Constructorul Brăila.

### Alte echipe
Constructorul Brăila (la acea vreme Progresul Brăila) a fost retrogradată în Campionatul Local (echivalentul Liga IV sau Divizia D) la sfârșitul sezonului 1962–63 Divizia B din cauza trucării meciurilor. După retrogradare, o nouă entitate, Laminorul Brăila a fost înscrisă în Divizia C reînființată, noua entitate fuzionând și cu cea veche devenind astfel succesorul acesteia. În acest fel era posibil ca după un singur sezon de absență echipa să reapară în Divizia B, de data aceasta sub numele de Constructorul Brăila.
Mureșul Târgu Mureș și ASA Târgu Mureș au fuzionat, prima fiind absorbită de a doua. Noua entitate a fost denumită ASA Mureșul Târgu Mureș.

## Clasamentele ligii

### Seria I
| Loc | Echipa                      | MJ | V  | E | Î  | GM | GP | DG  | Pct | Promovare sau retrogradare |
| --- | --------------------------- | -- | -- | - | -- | -- | -- | --- | --- | -------------------------- |
| 1   | Siderurgistul Galați (C, P) | 26 | 14 | 7 | 5  | 38 | 18 | +20 | 35  | Promovarea în Divizia A    |
| 2   | Dinamo Bacău                | 26 | 16 | 3 | 7  | 52 | 25 | +27 | 35  |                            |
| 3   | Flacăra Moreni              | 26 | 12 | 5 | 9  | 35 | 32 | +3  | 29  |                            |
| 4   | Poiana Câmpina              | 26 | 13 | 2 | 11 | 46 | 39 | +7  | 28  |                            |
| 5   | Știința Galați              | 26 | 11 | 5 | 10 | 42 | 42 | 0   | 27  |                            |
| 6   | Constructorul Brăila        | 26 | 12 | 3 | 11 | 41 | 42 | −1  | 27  |                            |
| 7   | Metalul București           | 26 | 11 | 2 | 13 | 38 | 38 | 0   | 24  |                            |
| 8   | CFR Roșiori                 | 26 | 8  | 8 | 10 | 29 | 38 | −9  | 24  |                            |
| 9   | CFR Pașcani                 | 26 | 11 | 2 | 13 | 33 | 44 | −11 | 24  |                            |
| 10  | Metalul Târgoviște          | 26 | 10 | 3 | 13 | 28 | 34 | −6  | 23  |                            |
| 11  | Unirea Râmnicu Vâlcea       | 26 | 10 | 2 | 14 | 32 | 36 | −4  | 22  |                            |
| 12  | Știința București           | 26 | 9  | 4 | 13 | 29 | 34 | −5  | 22  |                            |
| 13  | Tractorul Brașov (R)        | 26 | 8  | 6 | 12 | 30 | 37 | −7  | 22  | Retrogradarea în Divizia C |
| 14  | Chimia Făgăraș (R)          | 26 | 9  | 4 | 13 | 34 | 48 | −14 | 22  | Retrogradarea în Divizia C |

### Seria II
| Loc | Echipa                   | MJ | V  | E | Î  | GM | GP | DG  | Pct | Promovare sau retrogradare |
| --- | ------------------------ | -- | -- | - | -- | -- | -- | --- | --- | -------------------------- |
| 1   | Știința Timișoara (C, P) | 26 | 14 | 5 | 7  | 41 | 25 | +16 | 33  | Promovarea în Divizia A    |
| 2   | IS Câmpia Turzii         | 26 | 14 | 4 | 8  | 36 | 29 | +7  | 32  |                            |
| 3   | Clujeana Cluj            | 26 | 11 | 5 | 10 | 34 | 22 | +12 | 27  |                            |
| 4   | Minerul Lupeni           | 26 | 10 | 7 | 9  | 36 | 28 | +8  | 27  |                            |
| 5   | CSM Sibiu                | 26 | 12 | 3 | 11 | 41 | 37 | +4  | 27  |                            |
| 6   | Vagonul Arad             | 26 | 11 | 5 | 10 | 33 | 30 | +3  | 27  |                            |
| 7   | Jiul Petrila             | 26 | 11 | 4 | 11 | 42 | 33 | +9  | 26  |                            |
| 8   | Cugir                    | 26 | 12 | 2 | 12 | 36 | 36 | 0   | 26  |                            |
| 9   | ASA Mureșul Târgu Mureș  | 26 | 13 | 0 | 13 | 40 | 44 | −4  | 26  |                            |
| 10  | Gaz Metan Mediaș         | 26 | 9  | 7 | 10 | 24 | 27 | −3  | 25  |                            |
| 11  | CSM Reșița               | 26 | 11 | 3 | 12 | 35 | 40 | −5  | 25  |                            |
| 12  | Recolta Carei            | 26 | 10 | 5 | 11 | 29 | 36 | −7  | 25  |                            |
| 13  | Sătmăreana Satu Mare (R) | 26 | 10 | 2 | 14 | 30 | 40 | −10 | 22  | Retrogradarea în Divizia C |
| 14  | CFR Timișoara (R)        | 26 | 6  | 4 | 16 | 20 | 50 | −30 | 16  | Retrogradarea în Divizia C |